# Zachodnia Ukraina

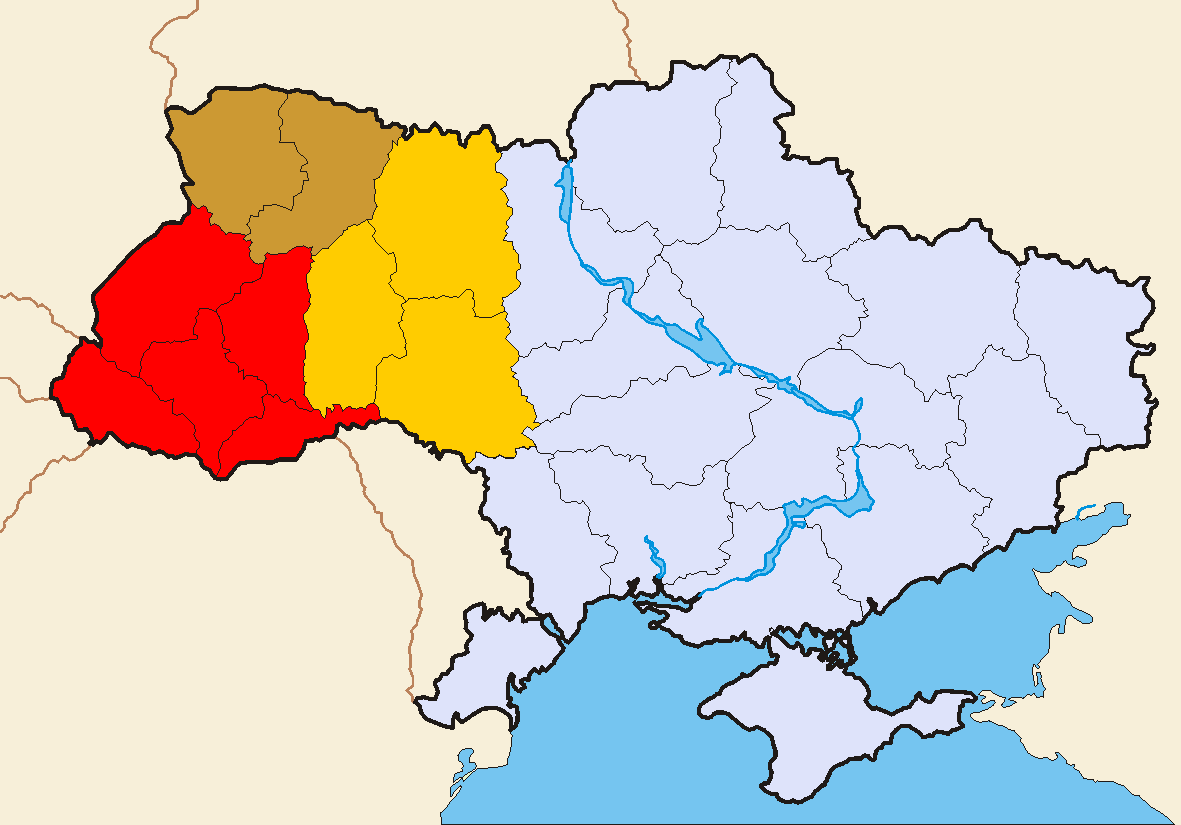
Tereny zaliczane do zachodniej Ukrainy: czerwony (zawsze), brązowy (często), pomarańczowy (czasami)

Zachodnia Ukraina (ukr. Західна Україна, trans. Zachidna Ukrajina) – termin historyczno-geograficzny używany dla określenia ziem położonych na zachodzie współczesnego państwa ukraińskiego, w zależności od przyjętej nomenklatury obejmujący takie regiony, jak: Galicja, Bukowina, Zakarpacie, Wołyń, Podole, a także zachodnie Polesie.
W kontekście historii Ukrainy XX wieku termin jest najczęściej używany dla określenia terytoriów okupowanych przez Armię Czerwoną po agresji ZSRR na Polskę, anektowanych 1 listopada 1939 roku przez Związek Socjalistycznych Republik Radzieckich i włączonych wówczas do Ukraińskiej SRR, a także obszarów do nich przylegających. W różnych okresach historycznych zakres terytorialny tego terminu zmieniał się.
Większość obszaru zachodniej Ukrainy była wcześniej częścią Królestwa halicko-wołyńskiego. Po jego upadku w XIV wieku południowo-zachodnia Ukraina (Galicja i Podole Zachodnie) przeszła do Królestwa Polskiego, Zakarpacie – do Królestwa Węgier, Bukowina i Pokucie – do Hospodarstwa Mołdawskiego, a północno-zachodnia Ukraina – Wołyń – wraz z Podolem Wschodnim oraz centralna Ukraina do Wielkiego Księstwa Litewskiego, Ruskiego i Żmudzkiego. Po unii lubelskiej w 1569 roku wszystkie te ziemie weszły w skład Rzeczypospolitej Obojga Narodów. W okresie powstania Chmielnickiego i utraty władzy przez Królestwo Polskie nad wschodnimi województwami, terytorium współczesnej zachodniej Ukrainy na mocy traktatu zborowskiego w 1649 roku pozostało częścią korony polskiej, gdzie istniały województwo podolskie, ruskie, wołyńskie i bełskie. Zakarpacie pozostało częścią Królestwa Węgier. Tylko tereny współczesnego obwodu winnickiego, żytomierskiego i północno-wschodnie obszaru obwodu rówieńskiego znalazły się pod panowaniem Hetmanatu. Po ostatnim rozbiorze Rzeczypospolitej w 1795 roku tereny te zostały podzielone między Austro-Węgry (Zakarpacie, Galicja z częścią Podola Zachodniego i Bukowina) oraz Imperium Rosyjskie (większość Podola i Wołynia z Polesiem). Po zakończeniu I wojny światowej część z nich została włączona do Zachodnioukraińskiej Republiki Ludowej, a po jej upadku do II Rzeczypospolitej (z wyjątkiem obszaru współczesnego obwodu chmielnickiego), Rumunii (bez rejonu izmailskiego) i Czechosłowacji.
We współczesnym użyciu termin Ukraina Zachodnia obejmuje osiem ukraińskich obwodów o różnych dziejach historycznych – lwowski, tarnopolski, iwanofrankiwski, wołyński, rówieński, chmielnicki, czerniowiecki i zakarpacki. Czasami obwody winnicki i żytomierski zaliczane są do makroregionu zachodnioukraińskiego, znacznie częściej jednak regiony te zaliczane są do obwodów centralnych i północnych. W niektórych przypadkach obwody chmielnicki, rówieński i wołyński są włączone do środkowej i północnej Ukrainy ze względu na fakt, że terytoria tych trzech obwodów nie były częścią Austro-Węgier i Zachodnioukraińskiej Republiki Ludowej, a w przypadku terytorium obwodu chmielnickiego – także międzywojennej Polski.
W polskiej terminologii historyczno-geograficznej część zachodniej Ukrainy (współczesne obwody: lwowski, iwanofrankiwski i tarnopolski – nie cały) określano w okresie II Rzeczypospolitej jako Małopolskę Wschodnią.